# Bitwa o Mińsk (X 1920)

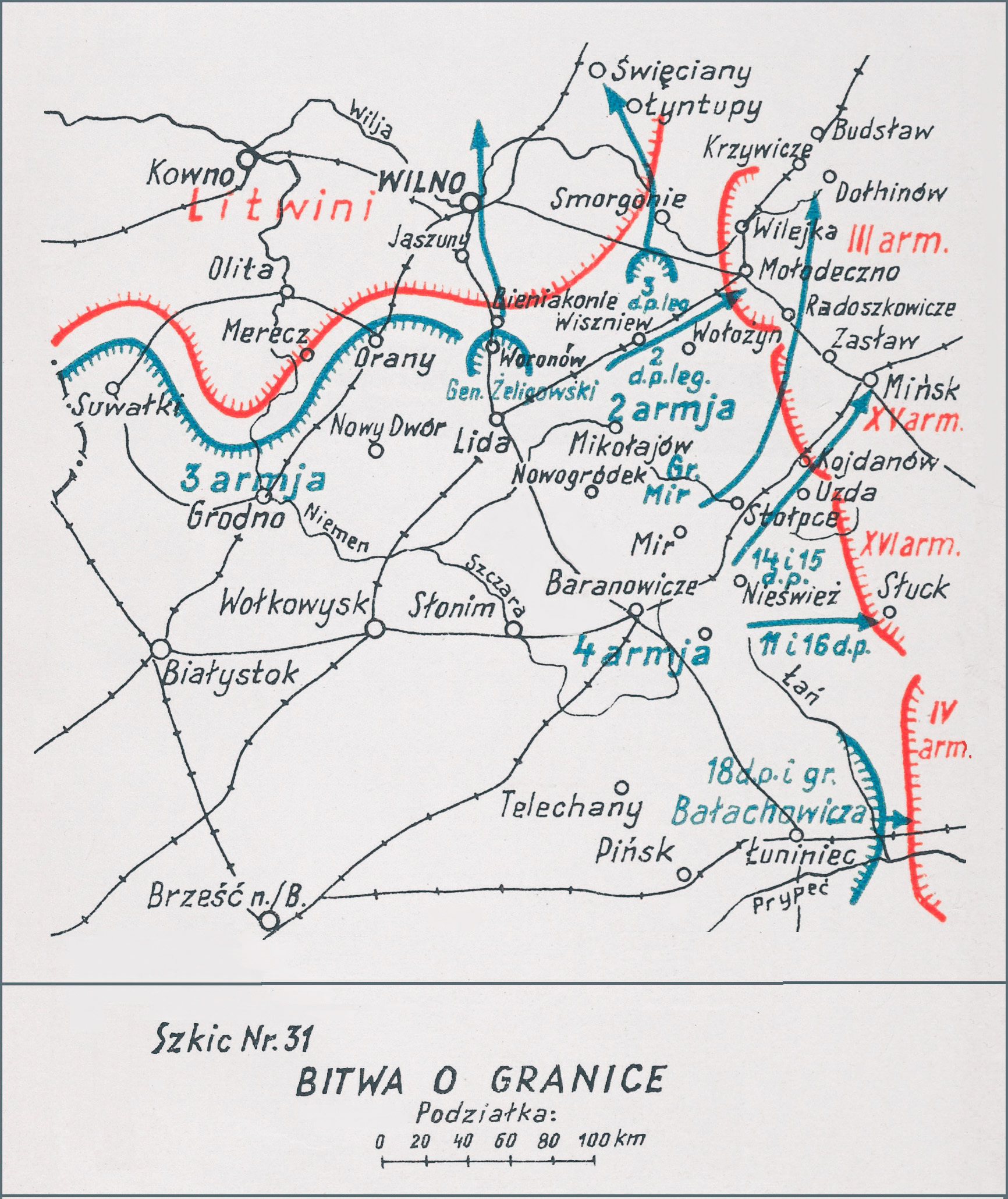
Adam Przybylski
Wojna polska 1918–1921

Walki o Mińsk – walki stoczone 15 października 1920 roku przez Grupę płk. Gustawa Paszkiewicza o Mińsk podczas wojny polsko-bolszewickiej 1920.

## Sytuacja ogólna
Po wielkiej bitwie nad Wisłą, Naczelne Dowództwo Wojska Polskiego zreorganizowało struktury wojskowe; zlikwidowało między innymi dowództwa frontów i rozformowało 1. i 5. Armię. Na froncie przeciwsowieckim rozwinięte zostały 2., 3., 4. i 6. Armia.
10 września, na odprawie w Brześciu ścisłych dowództw 2. i 4 Armii, marsz. Józef Piłsudski nakreślił zarys planu nowej bitwy z wojskami Frontu Zachodniego Michaiła Tuchaczewskiego. Rozpoczęły się prace sztabowe nad planem bitwy niemeńskiej.
Toczona w dniach 20–28 września operacja zakończyła się dużym sukcesem militarnym Wojska Polskiego.
Jeszcze w nocy z 25 na 26 września sztab Naczelnego Wodza przygotował dokumenty do kolejnej fazy operacji. Jej celem było wykonanie manewru okrążającego i ostateczne pobicie wojsk sowieckiego Frontu Zachodniego
W zasadzie rozegrany w dniach 28–29 września bój pod Lidą był zakończeniem kolejnego etapu walk. Bezpośrednio po nim polskie dywizje przystąpiły do pościgu za pobitym nieprzyjacielem. Pościg ten objął rozległy front od Niemna na północy, aż po Prypeć na południu.
Z 2 Armii gen. Edwarda Śmigłego-Rydza wydzielono grupę pościgową „Mir” pod dowództwem pułkownika Stefana Dąba-Biernackiego w składzie: 1 Dywizja Piechoty Legionów oraz 2. i 4 Brygada Jazdy, która przekroczywszy Niemen na południowy wschód od Lidy, parła przez Nowogródek ku linii kolejowej Baranowicze – Mińsk, starając się zepchnąć sowiecką 15 Armię Augusta Korka i resztki 3 Armii Władimira Łazariewicza z drogi odwrotu na Mińsk.
Wobec mającego nastąpić wkrótce rozejmu, wojska polskie dążyły do zajęcia korzystnej linii frontu.
4 października marszałek Józef Piłsudski wydał rozkaz operacyjny nakazujący jednostkom 2 Armii osiągnięcie linii Kojdany – Hulewicze – Lachwa oraz opanowanie Mołodeczna.

## Walki o Mińsk
Po przełamaniu obrony sowieckiej pod Lebiedziewem 12 października 2 DPLeg. opanowała Mołodeczno, biorąc 200 jeńców z 5 i 6 DS, zaś 14 DP i 15 DP po walkach w rejonie Kojdanowa z 8 i 27 DS, zmusiły Sowietów do odwrotu, niwecząc plany dowództwa sowieckiego do utworzenia obrony na linii Kojdanów – Mołodeczno. Po tych sukcesach 14 DP otrzymała rozkaz obsadzenia linii Ptyczy i skierowania na Mińsk Oddziału Wydzielonego.

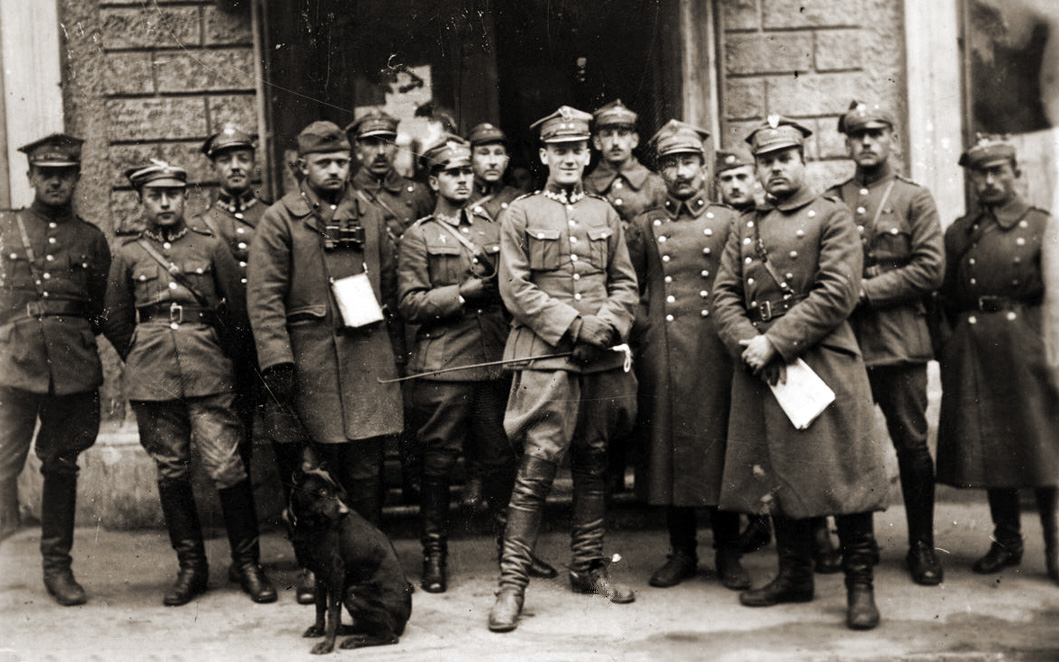
Oficerowie OW ppłk. Gustawa Paszkiewicza (w środku ze szpicrutą) po ponownym zajęciu Mińska Litewskiego

14 października na Mińsk ruszył oddział wydzielony płk. Gustawa Paszkiewicza (55 i 56 pp, 2 i 3 dywizjon 14 pap, 3 kompania 14 batalionu saperów). Maszerując wzdłuż toru kolejowego z Kojdanowa na Mińsk, grupa utrzymywała na lewym skrzydle styczność bojową z 15 Dywizją Piechoty, na prawym z Grupą gen. M. Milewskiego (57 i 58 pp, 15 puł, 1 dywizjon 14 pap, 2 bateria 7 dak), która dwiema kolumnami posuwała się na Ulżany.
15 października grupa Paszkiewicza sforsowała Ptycz i podeszła pod Mińsk. Po krótkich walkach opanowała miasto o godz. 13.30, po koncentrycznym natarciu i złamaniu słabego oporu zdemoralizowanego nieprzyjaciela.
Zdobyto dużo taboru kolejowego, 10 ckm i wiele sprzętu wojennego.
16 października dowódca Grupy płk. Paszkiewicz otrzymał rozkaz wycofania się z miasta, ponieważ zgodnie z rokowaniami Mińsk pozostawał w granicach Rosji Sowieckiej. Wraz z wycofującymi się oddziałami polskimi Mińsk opuściło część ludności polskiej, która obawiała się represji sowieckich.
Walki o Mińsk Litewski zostały upamiętnione na jednej z tablic na Grobie Nieznanego Żołnierza w Warszawie napisem „MIŃSK 15 X 1920”